# 田尻靖幹
田尻 靖幹（たじり やすもと、1926年（大正15年）3月27日 - 2013年（平成25年）5月1日）は、日本の政治家。熊本市長（2期）。位階は正六位。勲四等旭日小綬章。

## 経歴
熊本県熊本市出身。1950年早稲田大学専門部卒。1954年熊本市役所に入り、観光、総務の各部長、経済、総務の各局長を経て、1980年助役に就任。1984年まで務めた後、1986年の熊本市長選に立候補して当選し、2期8年務めた。在任中は全国に先駆けて環境基本条例を制定、1991年には近隣の旧飽託郡4町合併などを行った。1994年に市長を引退。1999年春の叙勲で勲四等旭日小綬章を受章。2013年死去。死没日付をもって正六位を追贈された。

## 親族
- 弟 田尻英幹（西部ガス会長）[1]